# Trenton (Carolina del Sud)
Trenton è un comune degli Stati Uniti d'America, situato in Carolina del Sud, nella Contea di Edgefield.